# Ron (Baldeggersee)
Die Ron ist der rund 14,5 Kilometer lange Hauptzufluss des Baldeggersees im Schweizer Kanton Luzern. Sie durchfliesst einen Teil des Seetals und entwässert dabei ein Gebiet von rund 28 Quadratkilometern. In der weiteren Umgebung gibt es den gleichnamigen Bach Ron, welcher in die Reuss fliesst.

## Geographie

### Verlauf
Die Ron entspringt auf einem Feld auf der Gemeindegrenze von Beromünster und Hildisrieden auf 710 m ü. M. Sie fliesst anfangs vorwiegend in südöstliche Richtung durch Hildisrieden und vorbei an Rain. Kurz vor Eschenbach vollzieht der Fluss einen Bogen Richtung Norden. Er passiert die Hochdorfer Weiler Urswil und Ligschwil, wo er das Wasser mehrerer Bäche aufnimmt. Die Ron tangiert nun den Dorfkern von Hochdorf im Westen, durchfliesst das Ronfeld und mündet wenig später kanalisiert und parallel zur Alten Ron in den südlichen Teil des Baldeggersees.

### Einzugsgebiet
Das 28,33 km² grosse Einzugsgebiet der Ron liegt im Seetal und wird über den Aabach, die Aare und den Rhein zur Nordsee entwässert.
Es besteht zu 12,7 % aus bestockter Fläche, zu 72,9 % aus Landwirtschaftsfläche, zu 13,8 % aus Siedlungsfläche und zu 0,6 % aus unproduktiven Flächen.
Die Flächenverteilung
Die durchschnittliche Höhe des Einzugsgebietes beträgt 566,5 m ü. M. und der höchste Punkt des Einzugsgebiets wird mit 777 m ü. M. am Waldrand des Grosswalds beim Hof Balletsmatt in Römerswil erreicht und der mittlere Jahresniederschlag liegt bei 1165,4 mm.

### Zuflüsse
- Schwarzbach (rechts)
- Steiweidbach (links)
- Geissbach (links)
- Hubenweidbach (links)
- Eiholdernbach (links)
- Birgebach (links)
- Brunnemöslibach (rechts)
- Sagebach (rechts)
- Sagebach (links)

## Hydrologie
Bei der Mündung der Ron in den Baldeggersee beträgt ihre modellierte mittlere Abflussmenge (MQ) 590 l/s. Ihr Abflussregimetyp ist pluvial inférieur und ihre Abflussvariabilität beträgt 25.